# 보존적 확장
수리논리학에서 보존적 확장(保存的擴張, 영어: conservative extension)은 주어진 이론을 확장하되, 원래 이론의 언어로서 나타낼 수 있는 모든 명제의 증명 가능성 여부가 바뀌지 않게 하는 확장이다.

## 정의
다음 데이터가 주어졌다고 하자.
- 1차 논리 언어 {\displaystyle {\mathcal {L}}}과 그 확장 {\displaystyle {\mathcal {L}}'\supseteq {\mathcal {L}}}
- {\displaystyle {\mathcal {L}}}-문장들의 집합 {\displaystyle {\mathcal {T}}}와 {\displaystyle {\mathcal {L}}'}-문장들의 집합 {\displaystyle {\mathcal {T}}'\supseteq {\mathcal {T}}}

만약 다음 조건이 성립한다면, {\displaystyle {\mathcal {T}}'}이 {\displaystyle {\mathcal {T}}}의 (증명 이론적) 보존적 확장(영어: proof-theoretic conservative extension)이라고 한다.:37, Theorem 1.13.2
{\displaystyle \{\phi \in \operatorname {Sent} ({\mathcal {L}})\colon {\mathcal {T}}\vdash \phi \}=\{\phi \in \operatorname {Sent} ({\mathcal {L}})\colon {\mathcal {T}}'\vdash \phi \}}
즉, {\displaystyle {\mathcal {L}}}로 서술할 수 있는 문장에 대하여, {\displaystyle {\mathcal {T}}}-증명 가능성은 {\displaystyle {\mathcal {T}}'}-증명 가능성과 동치이다.
만약 다음 조건이 성립한다면, {\displaystyle {\mathcal {T}}'}이 {\displaystyle {\mathcal {T}}}의 모형 이론적 보존적 확장(영어: model-theoretic conservative extension)이라고 한다.
- 임의의 {\displaystyle {\mathcal {L}}}-구조 {\displaystyle M}에 대하여 {\displaystyle M\models {\mathcal {T}}}라면, {\displaystyle M'|_{\mathcal {L}}=M}이자 {\displaystyle M'\models {\mathcal {T}}'}인 {\displaystyle {\mathcal {L}}'}-구조 {\displaystyle M'}이 항상 존재한다. (그러나 이는 유일할 필요는 없다.)

## 성질
이론 {\displaystyle {\mathcal {T}}}의 증명 이론적 보존적 확장 {\displaystyle {\mathcal {T}}'}이 주어졌다고 하자. 그렇다면,  {\displaystyle {\mathcal {T}}}가 무모순적인지 여부는 {\displaystyle {\mathcal {T}}'}가 무모순적인지 여부와 동치이다.
{\displaystyle \operatorname {Con} ({\mathcal {T}})\iff \operatorname {Con} ({\mathcal {T}}')}
(여기서 {\displaystyle \bot }은 거짓인 문장이다.)
무모순적 이론 {\displaystyle {\mathcal {T}}}의 확장 {\displaystyle {\mathcal {T}}'}에 대하여, {\displaystyle {\mathcal {T}}'\vdash \operatorname {Con} ({\mathcal {T}})}라면, 괴델의 불완전성 정리에 따라 {\displaystyle {\mathcal {T}}'}은 {\displaystyle {\mathcal {T}}}의 보존적 확장이 아니다.

## 예
언어 {\displaystyle {\mathcal {L}}}의 1차 논리 문장들의 집합 {\displaystyle {\mathcal {T}}\subseteq \operatorname {Sent} ({\mathcal {L}})}이 주어졌다고 하고, {\displaystyle {\mathcal {T}}}로부터 다음과 같은 꼴의 문장을 증명할 수 있다고 하자.
{\displaystyle {\mathcal {T}}\vdash \forall x_{1}\forall x_{2}\cdots \forall x_{m}\exists y_{1}\exists y_{2}\cdots \exists y_{n}\phi (x_{1},\dots ,x_{m},y_{n},\dots ,y_{n})}
여기서 논리식 {\displaystyle \phi }의 자유 변수들은 {\displaystyle x_{1},\dots ,x_{m},y_{n},\dots ,y_{n}}이며, {\displaystyle m,n\in \mathbb {N} }은 자연수이다 (특히, 0일 수 있다).
그렇다면, {\displaystyle {\mathcal {L}}}에 {\displaystyle n}개의 새 {\displaystyle m}항 연산 기호 {\displaystyle {\mathsf {f}}_{1},\dots ,{\mathsf {f}}_{n}}를 추가한 언어를 {\displaystyle {\mathcal {L}}'}이라고 하고,
{\displaystyle {\mathcal {T}}'={\mathcal {T}}\cup \{\forall x_{1}\forall x_{2}\cdots \forall x_{m}\phi \left(x_{1},\dots ,x_{m},{\mathsf {f}}_{1}(x_{1},\dots ,x_{m}),\dots ,{\mathsf {f}}_{n}(x_{1},\dots ,x_{m})\right)\}\subseteq \operatorname {Sent} ({\mathcal {L}}')}
을 정의하자. 그렇다면, {\displaystyle {\mathcal {T}}'}은 {\displaystyle {\mathcal {T}}}의 모형 이론적 보존적 확장이다.

## 참고 문헌
1. ↑  Kunen, Kenneth (1980). 《Set theory: an introduction to independence proofs》 (영어). North-Holland. ISBN 0-444-85401-0.